# جينوم معلوماتية الفئران
جينوم معلوماتية الفئران هو موقع ويب من نوع قاعدة بيانات حيوية أنشئ في 1989.

## وصلات خارجية
- الموقع الرسمي